# Istanbul (film 1957)
Istanbul è un film d'avventura statunitense del 1957 diretto da Joseph Pevney e interpretato da Errol Flynn, Cornell Borchers e Torin Thatcher.

## Trama
Per la prima volta dopo cinque anni, il pilota James (Jim) Brennan vola a Istanbul, in Turchia. Entrato in possesso di una partita di diamanti rubati in circostanze fortuite, James decide di tenerli, ingannando sia contrabbandieri che polizia. Il suo piano riesce, ma perde la fidanzata Stefanie che ritroverà dopo: sposata ad un altro uomo, senza memoria e in pericolo. Per salvarla, James è costretto ad accettare l'aiuto della polizia.